# ادوارد آولینگ
ادوارد بیبینز آولینگ (زاده ۲۹ نوامبر ۱۸۴۹ - درگذشته ۲ اوت ۱۸۹۸) مربی برجسته زیست‌شناسی و سخنگوی محبوب تکامل داروینیسم، بی‌خدایی و سوسیالیسم بود.
آولینگ نویسنده کتاب‌ها و جزوه‌های متعدد و از اعضای بنیانگذار اتحادیه سوسیالیست و حزب کارگر مستقل بود. او همسر النور مارکس، کوچکترین دختر کارل مارکس بود.

## زندگی‌نامه

### سال‌های اول
آولینگ در ۲۹ نوامبر ۱۸۴۹ در استوک نیوینگتون متولد شد، وی پنجمین فرزند از هشت فرزند کشیش توماس ویلیام باستر آولینگ (۱۸۱۵–۱۸۸۴) بود، همسرش، مری آن (متوفی ۱۸۷۷)، دختر توماس گودال، کشاورز و مسافرخانه‌دار اهل ویسبچ، کمبریج‌شر بود.
آولینگ در مدرسه تاونتون تحصیل کرد و در سال ۱۸۶۷ آموزش پزشکی در کالج دانشگاهی لندن را آغاز کرد. او در سال ۱۸۷۰ با مدرک کارشناسی جانورشناسی فارغ‌التحصیل شد. آولینگ تدریس زیست‌شناسی و سخنرانی در علوم را در دانشگاه کینگز لندن آغاز کرد، اما به دلیل بی‌دینی خود نتوانست پیشرفت کند و از دیدگاه‌های چپ حمایت کرد. او سپس سال ۱۸۸۲ در بیمارستان لندن، در مورد آناتومی و بیولوژی سخنرانی کرد.
در ۳۰ ژوئیه ۱۸۷۲، Aveling با وارث ایزابل کمبل فرانک (۲۲ نوامبر ۱۸۴۹–۱۲ سپتامبر ۱۸۹۲) ازدواج کرد، اما این ازدواج تنها دو سال طول کشید تا اینکه آنها دوستانه از هم جدا شدند. به گفته آولینگ، علت این جدایی این بود که ایزابل نمی‌توانست از دیدگاه‌های الحادی خود پیروی کند، اگرچه شایعاتی وجود داشت که او به خاطر پول با او ازدواج کرده بود. آنها طلاق نگرفتند و ازدواج با مرگ او به پایان رسید.
از ۱۸۷۲ تا ۱۸۷۶، آولینگ معلم فیزیک و گیاه‌شناسی در مدرسه دخترانه کالج شمالی لندن بود.
در ۱۸۸۰، آولینگ بیش از صد سخنرانی در زمینه آزاداندیشی ارائه کرد و به عنوان نایب رئیس انجمن ملی سکولار انتخاب شد. وی مجله انسان‌گرای سکولار، آزاداندیشی را هنگامی ویراستار کرد که سردبیر بنیانگذار آن جورج ویلیام فوت در سال ۱۸۸۳ به جرم کفر به زندان افتاد.

### زندگی سیاسی
در نوامبر ۱۸۸۲ او به عنوان نماینده وست مینستر در هیئت مدیره مدرسه لندن انتخاب شد.
در سال ۱۸۸۴، آولینگ با النور «توسی» مارکس، دختر کارل مارکس ازدواج کرد و بدین ترتیب به حلقه داخلی سوسیالیسم بریتانیایی وارد شد. متعاقباً در سال ۱۸۸۴، آولینگ و النور هر دو به عضویت شورای اجرایی فدراسیون سوسیال دموکرات انتخاب شدند. این موقعیت موقتی به نظر می‌رسید، زیرا این زوج در پایان سال به همراه ویلیام موریس و بلفورت بکس از SDF جدا شدند، که باعث شکاف شدید جامعه سوسیالیستی شد.

### ترجمه‌ها
- LA Tikhomirov، روسیه: سیاسی و اجتماعی. لندن: سوان سوننشاین و شرکت، ۱۸۸۸.